# Trường Trung học phổ thông chuyên Bắc Kạn
Trường Trung học Phổ thông Chuyên Bắc Kạn là một trường trung học phổ thông công lập của tỉnh Bắc Kạn. Đây là trường THPT Chuyên duy nhất của tỉnh Bắc Kạn thành lập năm 2003, tuyển chọn và đào tạo học sinh năng khiếu cấp Trung học phổ thông các môn văn hóa, ngoại ngữ trên địa bàn toàn tỉnh Bắc Kạn.

## Thành lập quan
Trường THPT Chuyên Bắc Kạn được thành lập theo quyết định số 1448/QĐ - UB ngày 28/7/2003 của UBND tỉnh Bắc Kạn, với mục tiêu là trường "trung tâm chất lượng cao, đào tạo nhân lực, bồi dưỡng nhân tài" của tỉnh Bắc Kạn.
Năm học 2012-2013, trường hoàn thành đưa vào hoạt động cơ sở hiện tại tại tổ 11B Phường Sông Cầu, Thành phố Bắc Kạn, tỉnh Bắc Kạn.

## Tổ chức
Năm 2003-2004, trường có 22 cán bộ giáo viên, nhân viên, chưa có Thạc sĩ nào; chi bộ có đảng viên. Năm học 2012-2013, trường có 48 cán bộ giáo viên, nhân viên trong đó: 07 Thạc sĩ, 06 giáo viên đang theo học Thạc sĩ, Cử nhân. Chi bộ nhà trường có 31 đảng viên. 
Sau 15 năm thành lập trường THPT chuyên Bắc Kạn đã có thêm các hệ chuyên Anh văn, Hóa học, Vật lí với 56 cán bộ giáo viên, trong đó: 31 Thạc sĩ , 24 Cử nhân. Đảng bộ nhà trường có tổng số 43 đảng viên, chiếm 71,7% số cán bộ giáo viên, nhân viên trong trường.
Cũng trong năm học đầu tiên này, trường có 8 lớp với tổng số 242 học sinh, gồm các lớp chuyên: Toán, Văn, Sinh, Địa, đến nay tổng số học sinh của nhà trường là 337 em với 11 lớp và tăng thêm các lớp chuyên: Anh, Hoá, Lý.

## Thành tích
Năm 2007, nhà trường được Bộ trưởng Bộ GD&ĐT tặng Bằng khen.
Năm 2008 trường được Thủ tướng Chính phủ tặng Bằng khen năm 2010 Nhà trường được tặng Cờ thi đua của Chính phủ.
Năm 2009, nhà trường được Bộ trưởng Bộ GD&ĐT tặng Bằng khen.
Năm 2010, trường có tên trong danh sách tốp 200 trường THPT có điểm thi đại học cao nhất cả nước, được UBND tỉnh trao tặng Cờ thi đua.
Tính đến đầu năm 2021, trường có 28 giáo viên dạy giỏi cấp tỉnh và 3 giáo viên dạy giỏi cấp cơ sở. Trường đã có 36 học sinh đạt Học sinh giỏi cấp quốc gia, 25 em đạt giải Giải toán trên máy tính cầm tay cấp khu vực,...
Hàng năm tỉ lệ học sinh khá, giỏi đều đạt từ 86% trở lên; 100% học sinh thi đỗ tốt nghiệp THPT; số học sinh đạt học sinh giỏi cấp tỉnh năm sau cao hơn năm trước; tỷ lệ học sinh đỗ Đại học, Cao đẳng hàng năm đều trên 80%, với nhiều học sinh đã trở thành sinh viên của những trường Đại học danh tiếng trong nước như: Đại học Quốc gia Hà Nội, Đại học Luật Hà Nội, Đại học Bách Khoa, Đại học y Hà Nội,...